# اريك ستيوارت (مغني)
اريك ستيوارت (بالإنجليزية: Eric Stewart)‏ هو موسيقي ومنتج أسطوانات ومغن مؤلف ومغني وملحن بريطاني، ولد في 20 يناير 1945 في Droylsden ‏ في المملكة المتحدة.

## وصلات خارجية
- اريك ستيوارت على موقع IMDb (الإنجليزية)
- اريك ستيوارت على موقع ميوزك برينز (الإنجليزية)
- اريك ستيوارت على موقع إن إن دي بي (الإنجليزية)
- اريك ستيوارت على موقع أول ميوزيك (الإنجليزية)
- اريك ستيوارت على موقع ديسكوغز (الإنجليزية)
- اريك ستيوارت على موقع قاعدة بيانات الفيلم (الإنجليزية)
- اريك ستيوارت على موقع كينوبويسك (الروسية)